# Ángel Urdaneta
Ángel Ernesto Urdaneta Buenaño (Barquisimeto, Estado Lara, Venezuela; 1 de junio de 1990) es un futbolista venezolano que juega como centrocampista en Hermanos Colmenárez de la Primera División de Venezuela.

## Trayectoria

### Unión Lara
Comenzó su carrera profesional en el Unión Lara Sport Club a los 17 años en la temporada 2007-2008 de la Primera División de Venezuela, temporada en la cual disputó 9 partidos sin anotar goles.

### Estudiantes de Mérida FC
Para la temporada siguiente llegaría a Estudiantes de Mérida Fútbol Club equipo con el cual disputó el Torneo Apertura 2008, participando en 6 partidos sin anotar goles.

### ACD Lara
Para el Torneo Clausura 2009, Urdaneta llega al ACD Lara, tras tener mucha irregularidad decide marcharse al Deportivo San Antonio, donde tampoco tuvo regularidad y minutos de juego; debido a la crisis y posteriormente la desaparición del Deportivo San Antonio, Urdaneta se desvincula del equipo.
Para el Torneo Apertura 2011, "La Paraulata" (como es conocido) regresa al ACD Lara donde tuvo una pasantía irregular
donde llegó a ser decisivo para su equipo.

### Llaneros de Guanare
El 10 de junio de 2015, se conoce la ampliación del contrato de Ángel Urdaneta hasta diciembre de 2017 con el ACD Lara y a la vez se conoció la cesión de Urdaneta a Llaneros EF por seis meses. Tras tener un rendimiento regular durante los 17 partidos disputados con el "Batallon Santo"; el 3 de enero de 2016 se conoce que la ficha de Ángel Urdaneta es adquirida por Llaneros.

### Vuelta a Estudiantes de Mérida
Llega como el octavo refuerzo de cara a la temporada 2017 del campeonato de Primera División de Venezuela, firma un contrato que lo liga a la institución por un año procedente de Llaneros de Guanare, descendido la temporada anterior.

## Clubes

### Profesional
| Club                     | País      | Año         | Partidos | Goles |
| ------------------------ | --------- | ----------- | -------- | ----- |
| Unión Lara SC            | Venezuela | 2007-2008   | 9        | 0     |
| Estudiantes de Mérida FC | Venezuela | 2008        | 6        | 0     |
| ACD Lara                 | Venezuela | 2009        | 1        | 0     |
| Deportivo San Antonio    | Venezuela | 2009-2011   | 1        | 0     |
| ACD Lara                 | Venezuela | 2011-2015   | 17       | 2     |
| Llaneros EF              | Venezuela | 2015-2016   | 38       | 1     |
| Estudiantes de Mérida FC | Venezuela | 2017 - 2018 | 5        | 0     |

## Palmarés
| Título           | Club     | País      | Año     |
| ---------------- | -------- | --------- | ------- |
| Primera División | ACD Lara | Venezuela | 2011/12 |